# Garrya fadyenii
Garrya fadyenii är en garryaväxtart som beskrevs av William Jackson Hooker. Garrya fadyenii ingår i släktet Garrya och familjen garryaväxter. Inga underarter finns listade.